# Erzsébet tér (Nagykanizsa)

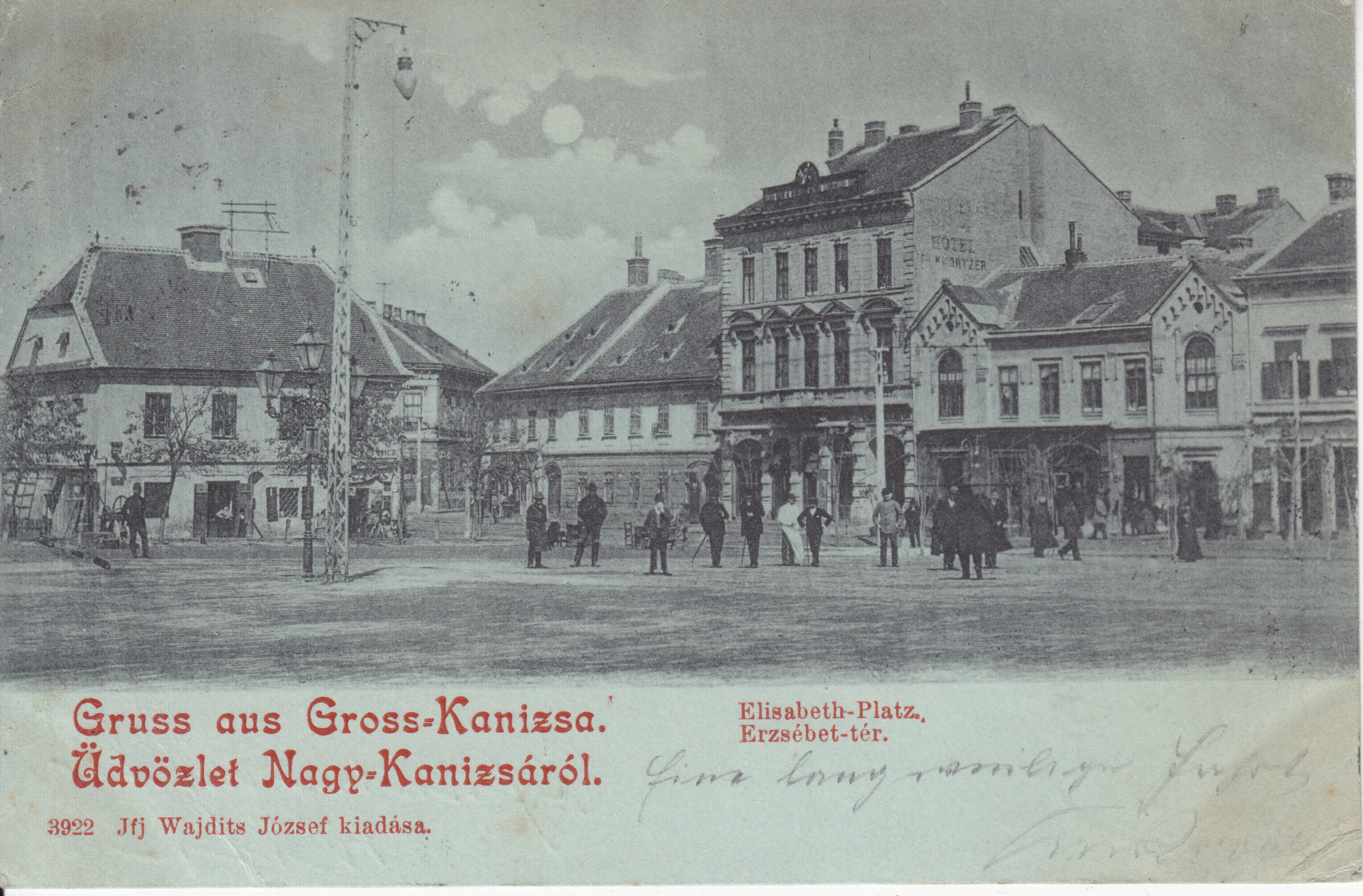
A tér északkeleti része, a Csoportházakkal az elmúlt századfordulón

Az Erzsébet tér Nagykanizsa belvárosában elhelyezkedő legnagyobb és egyben fő tere. Formáját tekintve tölcsér alakú, délen a Fő utca, északon három jelentős utca (Magyar utca, Rozgonyi utca, Vásár utca) torkolata határolja. A téren található a Városháza, valamint több műemlék és helyi jelentőségű épület.

## Története

### Korai története
A török 1690-es kivonulása után, két fő közlekedési út kereszteződésében alakult ki. Központi jellegénél fogva ez lett a vásár- és piactér, mely körül a földesúr és a gazdagodó polgárok házaikat felépítették.
1753-ban Piarczi utca, egy 1864-es térképen pedig Gabonapiacz néven szerepel. Az 1702-ben lerombolt vár tégláiból itt emelték a legszebb és legmaradandóbb épületeket (Vasember-ház, Régi Posta, Zöldfa vendéglő). 1773-ig a téren állt a pellengér, melyet ekkor helyeztek át a Deák térre. A 20. században piac funkciója fokozatosan megszűnt, a század végére dísztérré alakították.
A főtér 1898-ban – Erzsébet királyné tragikus halálának évében – kapta az Erzsébet tér nevet, amit a képviselőtestület 1900. november 10-én tartott közgyűlésén Erzsébet királyné térre módosított.

### 1945-től a rendszerváltozásig
1945 után a Szabadság tér nevet kapta és a tér közepén felépítették a szovjet hősi emlékművet. Az 1985-ben végrehajtott felújítás során átépítették a Rozgonyi és az akkori Báthory utcát összekötő utat, felújították a Török kút környékét, ezzel megszüntetve a mögötte lévő buszmegállót. A nyugati oldal lezárásával a tér körbejárhatósága megszűnt.

### Napjainkban
A rendszerváltást követően a tér újra az Erzsébet tér nevet kapta, és több javaslat született a tér rendezésére, melynek eredményeként még 1990-ben leemelték a Városházán lévő vörös csillagot, majd 1991–92-ben a téren eltemetett szovjet katonák exhumálása is megtörtént, valamint a teljes szovjet emlékművet eltávolították. 1993-ban, eredeti helyén, a tér délkeleti sarkán újra felállításra került a 20. honvéd gyalogezred emlékműve. Az északi részen álló Török kutat a Thúry György Múzeum udvarára szállították, ahol plasztikai hibáit javítva, védőtető alatt állították fel újra. A kút hű másolata 1995-ben került újra a térre. Ezt követően, bár a régi szökőkutat újra cserélték, nagyobb mértékű felújítást nem végeztek.
2006-ban a téren lévő parkoló helyén kettő, egyenként 108 gépkocsi befogadására alkalmas mélygarázs építését tervezték, melynek előkészítő műveleti meg is történtek. Ez adott lehetőséget régészeti feltárásokra, melynek során török kori leletekre valamint a megerősített városfal északkeleti csücskén elhelyezkedő, úgynevezett olasz bástya cölöpsorára és az azt körülvevő vizesárok rendszerben elhelyezett hegyes karók maradványaira bukkantak. A projekt azonban a kivitelező elérhetetlenné válásával nem valósult meg, így a gödröket visszatemették, majd a területet visszaállították eredeti formájába.
Nagykanizsa Megyei Jogú Város Önkormányzata 2009-ben aláírta a Városrehabilitációs program I. ütemére vonatkozó támogatási szerződést, melynek során sor kerülhetett a tér újabb felújítására. Bár a munkálatok csak 2011 márciusában, a csatornázási projekttel együtt kezdődtek, bő egy év után, 2012 júliusában megtörtént a tér műszaki átadása. A renoválás során megszüntették a Vásár utcát és a Rozgonyi utcát összekötő útszakaszt, mellyel a terület ketté tagoltsága megszűnt. A közlekedési rend változtatásával, valamint a nyugati oldal megnyitásával újra lehetővé tették a tér körbejárhatóságát. Elhelyezésre került az eredetileg a téren álló restaurált Szentháromság-szobor (a Török kút másolatának helyén), valamint egy Erzsébet királynét ábrázoló szobor is. Megújult a szökőkút, a tér közepén zenepavilonnal és a nagykanizsai várat ábrázoló makettel, valamint egy a Testvárosok kútjának nevezett ivókúttal is gazdagodott a tér.
Az Erzsébet tér és a Vásár utca találkozásánál található a város autóbusz-pályaudvara.

## A téren található műalkotások

### Szentháromság-szobor
1773-ban állították fel Inkey Boldizsár adományát, a pellengér eltávolításának feltételével. Eredetileg a 20. honvéd gyalogezred emlékművének jelenlegi helyétől valamelyest nyugatra állt, akkor Szentháromság-képként emlegették. A szobrászként Theofilus Boheim, a talpazaton van megnevezve, azonban a szobrok anyagának különbözősége miatt valószínűsíthető, hogy több kőfaragó munkája. 1862-ben eltávolították a térről a szoborcsoportot, először a Felsőtemplom elé szánták, azonban 1869-ben az Eötvös téren állították fel. A Nagy-Magyarország emlékmű 1934-es felállítása miatt a szobroknak újra költözniük kellett, ezúttal a Kossuth térre. 2012-ben a szoborcsoportot restaurálták, majd új elrendezéssel visszakerült méltó helyére, az Erzsébet tér északi részén, a Török kút másolatának helyén állították fel újra.

### Erzsébet királyné szobor
Az alkotás 3 tonnás ruskicai márványból készült, mely a budapesti Epreskertben található Erzsébet királyné szobor másolata. Felállítására a Városrehabilitáció I. ütemében, 2012. június 28-án került sor Engler András és Polgár Botond szobrászművész jelenlétében, akik a talapzaton faragták készre a szobrot.

### Testvérvárosok kútja
Az alkotást Párkányi Raab Péter készítette, a város önkormányzata által kiírt pályázatra. Az alkotás egy ivókúthoz támaszkodó kerékpározó férfit ábrázol, a testvérvárosok neve pedig a kerékpár küllői helyén olvasható. Avatására 2012. július 19-én került sor a tér átadásával egyidejűleg.

### Vármakett
Szemenyey-Nagy Tibor alkotását 2012-ben helyezték el a tér keleti oldalán, eredetileg a talajszint alatt, üveggel fedett aknában volt látható. A beszivárgó talajvíz és a pára egy idő után azonban lehetetlenné tette az alkotás megtekintését. 2014-ben a helyzet tragikusabbra fordult, a fedő üveg berepedezett, az aknát baleset veszélyessége miatt lefedték. Két évet kellett várni, hogy a makett újra látható legyen, kiemelték a földből, vörös tégla oldalfalú és süttői mészkő fedlapú posztamensen helyezték el 2016 áprilisában.

### Bethlen-szobor
A tér északkeleti részén található Gera Katalin kaposvári szobrászművész Bethlen István volt miniszterelnököt ábrázoló márvány talpazaton álló bronz szobra. Avatása 2016. április 25-én volt.

## Épületei

### Vasemberház (Erzsébet tér 1.)
A 18. században épült barokk stílusú, ma műemlék épület. Nevét Bettlheim Rezső és Guth Arnold 18. század végén alapított vaskereskedésének cégére után kapta, melynek másolatát 1983-ban helyezték el a homlokzaton, a 80-as évek elején végzett teljes felújítás után. Udvarán található az 1848–49-es szabadságharc vértanúinak emlékparkja.

### Erzsébet tér 2–4.
A jelenlegi épület a 80-as években épült a Vasemberház homlokzatához igazodva kereskedelmi- és lakóépületként.

### Erzsébet tér 5.
A Király utca sarkán álló, 1972-ben épült saroképület.

### Fogház (Erzsébet tér 6. /Korábbi számozás szerint/)
A Városháza mögött található, jelenleg a Sabján Gyula utcához tartozó hajdani fogház épülete.

### Városháza (Erzsébet tér 6-7.)
A jelenlegi épület 1936–37-ben épült, ma a polgármesteri hivatalnak és a városi bíróságnak ad otthont.

### Kvártélyház (Erzsébet tér 9.)
Műemlék épület, jelenleg a Zrínyi Miklós – Bolyai János Általános Iskola telephelye található az épületben.

### Lőwi-ház (Erzsébet tér 10.)
A 18. században épült kora klasszicista stílusban, helyi jelentőségű épület.

### Gutmann-palota (Erzsébet tér 11.)
1820-ban épült klasszicista lakóház. 1950 és 2000 között a Thúry György Múzeumnak adott otthont.

### Szeidmann-ház (Erzsébet tér 14–15.)
Az épület udvarán található a Kiskastély más nevén Képzőművészetek háza és a 2006-ban magtárból kialakított Magyar Plakát Ház mely műemléki védettséget élvez.

### Kaiser-ház (Erzsébet tér 16.)
Helyi jelentőségű épület, mely 1869-ben épült.

### Arany Szarvas Szálló (Erzsébet tér 18.)
1874-ben épült szállodának, ma helyi jelentőségű épület.

### Vízlendvay-ház (Erzsébet tér 19.)
A ház az 1860-as várostérkép szerint már akkor létezett. Kerthelyiségében volt Szever József jó nevű vendéglője, később az államosított változata, a Rózsakert. Az épület jelenleg banki funkciót tölt be.

### Szerb-ház (Erzsébet tér 20.)
A telket a görögkeleti egyház vásárolta meg az 1780-as évek végén. Itt építették fel templomukat 1792-ben mely 1798-ban tűzvész áldozata lett. A templomot újraépítették, majd 1852–53-ban felépítették az utcai részen bérházukat. Az épületben működött az 1900-as évek elején a Fiume kávéház, valamint a város első mozija, az Apolló Mozgóképszín. A 60-as években a templomot lebontották és modernizálták az épületet. Jelenleg földszintjén vendéglátóipari és kereskedelmi tevékenység folyik, emeletén irodák, orvosi rendelők valamint egy önkormányzati tulajdonú bérlakás található.

### Ebenspanger-ház (Erzsébet tér 21.)
Az épületet 1867-ben építette az Ebenspanger család romantikus stílusban, melyet az 1960-as években modernizáltak.

### Erzsébet tér 22.
A jelenleg álló épület 1961-ben épült, a Rotary Fúrási Zrt. székháza.

### Centrál Szálló (Erzsébet tér 23.)
A jelenlegi épület 1912–13-ban épült Zerkowitz Lajos vezetésével, Gyenes Lajos és Vajda Andor budapesti építészek terve alapján szállónak, kávéháznak, étteremnek és bérpalotának.